# 岡田純菜
岡田 純菜（おかだ じゅんな、1981年3月2日 ）は、日本の元AV女優。

## 略歴
- 1999年 - AVデビュー。

## 人物
- 趣味：ドライブ[1]。スノーボード[2]。
- 性格：大ざっぱ[2]

## 作品

### アダルトビデオ
1999年
- ピュア in ハート JUNNA（10月21日 クリスタル映像）＊デビュー作
- 純愛ラプソディー（11月18日 クリスタル映像）
- ママにビンビン（12月9日 クリスタル映像）

2000年
- 変態志願（1月20日 クリスタル映像）
- ラブマシーン （2月10日 クリスタル映像）
- あなたのそばで…（3月16日 クリスタル映像）
- アナタのオナニーたすけてアゲル 岡田純菜（5月1日、ワープエンタテインメント）
- 「痴」女優 Vol.18（6月9日、ワープエンタテインメント）
- クリスタル15年史（7月28日、クリスタル映像）多数出演＊オムニバス作品
- ラブドール（8月27日、笠倉出版社）
- ドリームシャワー（9月8日、ワープエンタテインメント）
- Beautiful Wife（9月29日、クリスタル映像）＊オムニバス作品
- COSTUME PRINCESS（10月2日、ムーディーズ）
- 純奈先生がヌイてあげる（10月13日、笠倉出版社）
- 潮吹きFUCK G13 （12月15日 クリスタル映像）…他出演:綾見志穂、夢野まりあ、本樹憂真、穂高ルミ、藤乃春音、池野瞳、池上ゆりこ、森村ハニー、菜摘りか、高見梨央、広瀬未愛、涼木もも香
- プレゼント Vol.2（12月18日、笠倉出版社）
- 顔面シャワーエレクト 10+3 PART.23 全13名（12月28日、クリスタル映像）＊オムニバス作品

2001年
- コスプレGIGA MIX 21世紀スペシャル（2月26日、笠倉出版社）＊オムニバス作品
- 恥まみれ Vol.11（3月1日、ワンズファクトリー）
- Six and Sex（5月1日、ムーディーズ）
- 淫女エステティシャン（6月13日 タカラ映像）
- 女子校生監禁凌辱 鬼畜輪姦29（8月1日 アタッカーズ）
- 喪服奴隷 21（8月24日、シネマジック）
- 性の実話インターネットからの告白（9月1日、桃太郎映像出版）＊オムニバス作品
- 姦魔輪姦 レイプ・コレクターズ・エディション 琴野まゆ・岡田純菜（9月18日、麒麟堂）
- 激射 VOL.3 ほとばしる体液（9月22日、アウダースジャパン PSD-009）
- 変態志願 DX 安里祐加・音咲絢・森川いづみ・岡田純菜（9月28日、クリスタル映像）
- お願い癒してください（10月17日、タカラ映像）
- 女子高生 蛇縛輪姦 8（11月14日 アタッカーズ）
- STAR BOX 8（12月19日、ワープエンタテインメント）

2002年
- スペルマシャワー（4月3日、シーエヌシー）
- ザ・ベスト スクールガールコレクション 宝生奈々・岡田純菜 他（4月17日、ワープエンタテインメント）
- 制服堕天使 めざめ（4月18日、アートビデオ）
- 2002 AV Girls X2 Vol.41（6月11日、AV 2003）
- フェロモンむんむんお姉さん 騎乗位特集（7月15日、ムーディーズ）＊オムニバス作品
- CRYSTAL THE BEST 2001 2nd（7月19日、クリスタル映像）多数出演＊オムニバス作品
- キスより先に 私服美少女編（7月24日、トランスコーポレーション）
- 爆裂変態M調教 美縛淫乱マゾ 黒木なみ・岡田純菜（7月31日、アートビデオ）
- 狙撃!! 2 琴野まゆ・岡田純菜（8月8日、トキワコーポレーション）
- D9 Vol. 3: 妹の秘密 （8月12日、DVD9）
- ザザーメン 雪野あいか・岡田純菜・木下まこ（9月24日、シーエヌシー OMD-103）
- 岡田純菜スペシャル 女子高生 蛇縛輪姦・鬼畜輪姦（11月8日、アタッカーズ）＊「女子校生蛇縛輪姦」「鬼畜輪姦」を収録
- COSTUME PRINCESS 総集編 岡田純菜・金沢文子 他（12月1日、ムーディーズ）
- FACE スペシャルエディション 美少女selection 02 金沢文子・岡田純菜・井上優香（12月5日、アウダースジャパン）

2003年
- 癒しの美尻 Perfect body（3月14日、タカラ映像）＊オムニバス作品
- AVナースステーション 岡田純菜・鈴木麻奈美 他（3月15日、ムーディーズ）
- ムーディーズ女優コレクション 1（4月1日、ムーディーズ）＊オムニバス作品
- ボディーハッカー（4月11日、タカラ映像）
- 露出天国 究極の野外羞恥（7月1日、ゾーンワークス）＊オムニバス作品
- 喪服奴隷DX 一色志乃・岡田純菜（7月25日、アタッカーズ）
- 超A級美少女伝説 Secret No.4 音咲絢・岡田純菜 他（7月25日、タカラ映像）
- 死夜悪 The Best 29 鬼畜輪姦セレクト 10 真辺かりん・田村麻里江・岡田純菜（8月8日、アタッカーズ）
- Dream Box 2 Vol.3（8月13日、寺子屋）＊オムニバス作品
- 淫行制服図鑑 岡田純菜・滝沢りさ 他（8月、東京桃色映像社）
- 死夜悪アンソロジー 4（9月8日、アタッカーズ）＊オムニバス作品
- お姉さん達の情事 相澤まほ・遠山あゆ・岡田純菜（10月11日、チャンネルヴィ）

2004年
- 喪服奴隷スペシャル 7（2月20日、シネマジック）
- 女子校生 蛇縛輪姦 DX 有森いずみ・秋山みほ 他（11月8日、アタッカーズ）
- 萌え萌えしすたぁ 7（11月11日、Tコンテンツ）
- I DOLL vol.8（12月27日、doll企画）
- Dream Box 2 Vol.3 総集編（12月28日、寺子屋）＊オムニバス作品
- UNCENSORED IDOL 7（12月29日、Tiptop X）
- Triple X Vol.13（12月29日、うさぎ家）＊オムニバス作品

2005年以降
- 女子校生監禁凌辱 鬼畜輪姦 COMPLETE BOX 4（2007年4月7日、アタッカーズ）＊オムニバス作品
- JAPANESE PUSSY（2007年11月23日、麒麟堂）
- 人気女優に8時間ぶっとおしで中出し 最初から最後までクライマックスだぜっ!!（2008年10月7日、北都）＊オムニバス作品
- 女子校生監禁凌辱 鬼畜輪姦 完全保存版 2（2012年8月7日、アタッカーズ）多数出演＊オムニバス作品
- 喪服奴隷歴代ベスト 背徳M汁達磨の未亡人たち（2015年7月19日、シネマジック）＊オムニバス作品

発売日不明
- 素顔・岡田純菜（S.V.Coop.システムズ SGO-006）VHS
- 誘惑妻のいけない昼下がり（アーバントレーディング SCA-29）VHS
- FACE 11 僕の知らない彼女の素顔（アウダースジャパン FA-011）VHS
- 女子校生...初めての露出（露出王国映像 JOS-01）VHS
- イリュージョン（寺小屋 IL-019）VHS
- キューティー（GOLD RUSH UN-04）VHS
- 愛玩調教（牝映像 MES-01）VHS
- プライベートセックス（アーバントレーディング PVS-05）VHS
- エロ純情派
- クイーン オブ エロ
- リアルプロデゥース 07 CUORE（キュア）（うさぎ家 US-007）VHS
- 天使の習慣